# Florence Cestac

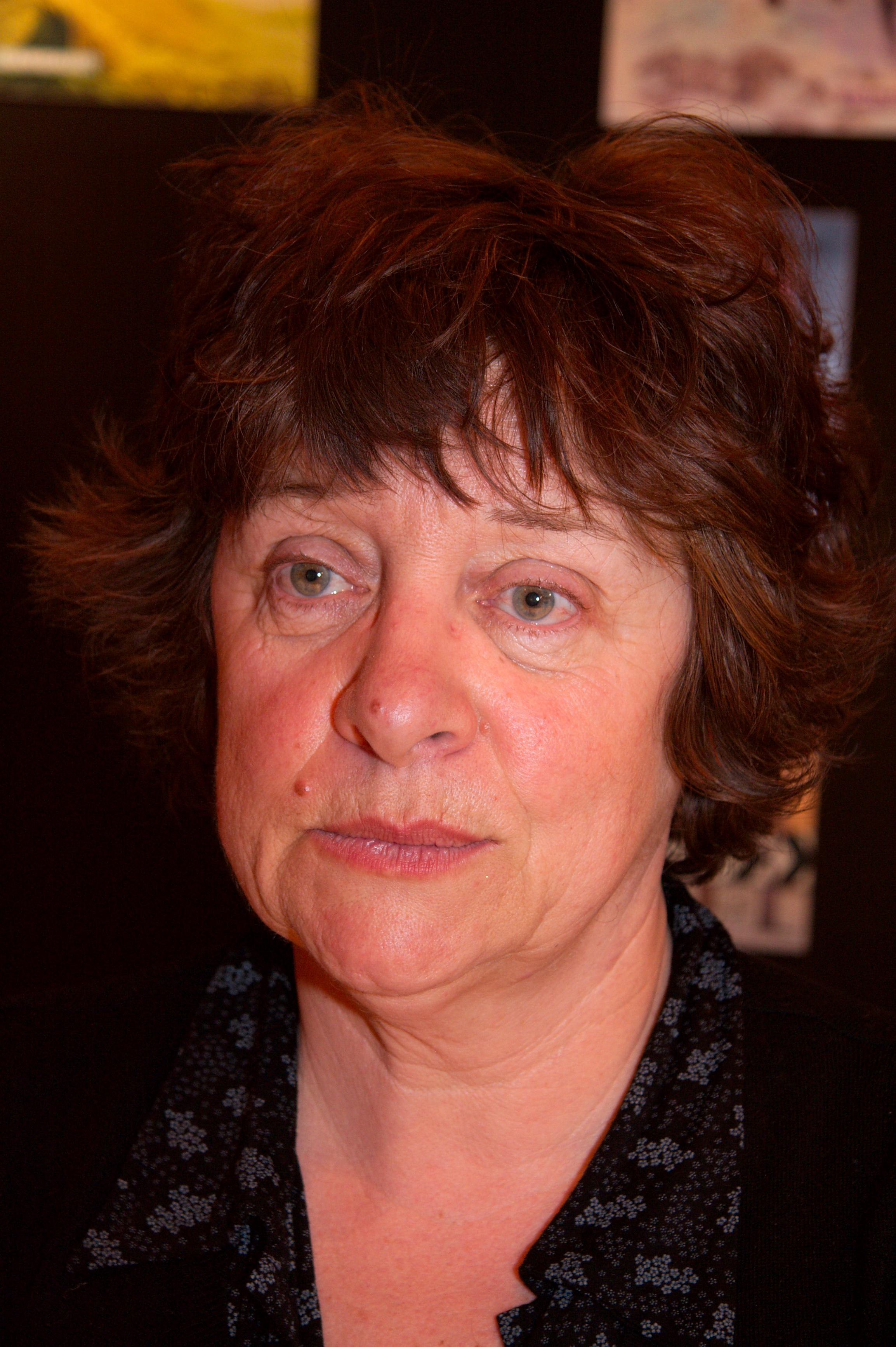
Florence Cestac, 2008

Florence Cestac (* 18. Juli 1949 in Pont-Audemer) ist eine französische Zeichnerin, die mit humorvollen Comics bekannt wurde.

## Werdegang
Cestac besuchte Kunstschulen in Paris und Rouen, bevor sie 1972 mit Freunden den Buchladen Futuropolis gründete, aus dem zwei Jahre später der gleichnamige Verlag entstand. Cestacs Comicfigur Harry Mickson wurde zum Maskottchen des Verlags, der überwiegend schwarz-weiße Comics veröffentlichte und dabei besonderen Wert auf Typografie und Layout legte.
Ab 1976 veröffentlichte sie regelmäßig in L’Écho des Savanes, Charlie Mensuel, Pilote und anderen Magazinen. Ab 1989 arbeitete sie an Illustrationen für Kinderbücher und zeichnete auch Comics überwiegend für jugendliche Leser. Ihre Arbeiten für erwachsene Leser stellte der Verlag Dargaud in dem Album Cestac pour les Grands zusammen.

## Auszeichnungen
Das Album Les vieux copains pleins de pépins wurde 1989 mit dem Alph'Art Humor auf dem Internationalen Comicfestival in Angoulême ausgezeichnet, der gleiche Preis ging 1997 an Le Démon de Midi. 2000 erhielt sie den Grand Prix de la Ville d’Angoulême. Im Jahr 2017 wurde sie französischen Kulturministerium zum Komtur des Ordre des Arts et des Lettres ernannt.

## Rezeption
Le Démon de Midi wurde 1998 von Michéle Bernier und Marie Pascale Osterrieth als Vorlage für ein Theaterstück verwendet, das in deutscher Übersetzung unter dem Titel Männer und andere Irrtümer gespielt wurde.

## Werke (Auswahl)
- 1988 Comment faire de la Bédé sans passer pour un pied-nickelé (mit Jean-Marc Thévenet)
- 1989 Les vieux copains pleins de pépins (dt. Harry Mickson – Auf der Suche nach dem verlorenen Freund, 1990 bei Ehapa)
- 1996 Le démon de midi
- 1997–2001 Les Déblok (7 Bände)
- 2004 Super catho (mit René Pétillon)
- 1995 Quatre punaises au club (mit Nathalie Roques und Édith)
- 2006 Vive la politique!
- 2007 La fée Kaca
- 2006–2008 Les Ados Laura et Ludo (Teil 1: 2006; Teil 2: 2007; Teil 3: 2008)